# Karl Böttcher
Pour les articles homonymes, voir Böttcher.
Le titre de cet article contient le caractère ö. Quand celui-ci n'est pas disponible ou n'est pas désiré, le nom de l'article peut être représenté comme Karl Boettcher.

Karl Böttcher (né le 25 octobre 1889 à Thorn et décédé le 21 octobre 1973 à Bad Wimpfen) est un militaire allemand. Il fut Generalleutnant dans la Heer au sein de la Wehrmacht durant la Seconde Guerre mondiale.
Il a été récipiendaire de la croix de chevalier de la croix de fer. Cette décoration est attribuée pour récompenser un acte d'une extrême bravoure sur le champ de bataille ou un commandement militaire avec succès.

## Biographie
Karl Böttcher rejoint le 5e régiment d'artillerie à pied en 1909 en tant qu'enseigne. Après un commandement à l'école de guerre d'Hersfeld, il est promu lieutenant le 27 janvier 1910. Peu après le début de la guerre, il est transféré au groupe d'aviation 46 et formé comme observateur.
En 1945, il commande les forces allemandes durant la Bataille de Groningue.
Karl Böttcher est capturé par les forces alliées du Front de l'Ouest en 1945. Il reste en captivité jusqu'en 1947.

## Décorations
- Croix de fer (1914)
  - 2e classe (23 novembre 1914)
  - 1re classe (27 juillet 1916)
- Croix d'honneur (1er janvier 1935)
- Médaille de Memel (10 décembre 1939)
- Agrafe de la croix de fer (1939)
  - 2e classe (5 juin 1940)
  - 1re classe (15 novembre 1940)
- Croix de chevalier de la croix de fer
  - Croix de chevalier le 13 décembre 1941 en tant que Generalmajor et commandant de la 21. Panzer-Division[1]
- Ordre militaire d'Italie (14 janvier 1942)
- Bande de bras Afrika (19 novembre 1943)